# کارخولو
کارخولو (ترکی آذربایجانی: Karxulu) یک منطقهٔ مسکونی در جمهوری آرتساخ است که در استان هادروت واقع شده‌است.